# 中甘田村
中甘田村（なかあまだむら）は、石川県羽咋郡に存在した村。
村の名称は、中世に存在した「甘田保」のうち、中間に位置したことによる（最も上手（京都寄り）を上甘田村、京都から見て最も遠い、山側の地域を下甘田村としていた）。

## 地理
- 現在の志賀町の南部。
- 西は日本海に面し、南東側は眉丈台地、眉丈山系の丘陵にかかっていた。
- 河川 - 於古川、菱根川、前川

## 歴史
- 1889年（明治22年）4月1日 - 町村制の施行により、羽咋郡宿女（やどめ）村、福野村、大島（おしま）村、長沢村、坪野村及び岩田村を廃し、その区域をもって羽咋郡中甘田村を設置する。
- 1892年（明治25年）- 中甘田尋常小学校開校。
- 1931年（昭和6年）1月18日 - 能登鉄道（後の北陸鉄道能登線）の大島駅が開業。
- 1947年（昭和22年）- 村立中甘田中学校開校。中甘田小学校の隣に設置。
- 1955年（昭和30年）4月28日 - 羽咋郡高浜町及び中甘田村を廃し、その区域をもって羽咋郡高浜町を設置する。中甘田村の6大字は高浜町の大字に継承。
- 1970年（昭和45年）11月1日 - 羽咋郡志賀町及び高浜町を廃し、その区域をもって羽咋郡志賀町を設置する。旧中甘田村6大字は志賀町の大字に継承。

## 交通
- 北陸鉄道能登線
  - 大島駅
- 外浦街道（現在の国道249号）

## 教育
- 中甘田村立中甘田中学校
- 中甘田村立中甘田小学校 
（現在はいずれも閉校）

## 出身者
- 室矢芳隆 - 陸上競技選手、オリンピックに2度出場[1]。